# Oberflächenrelaxation

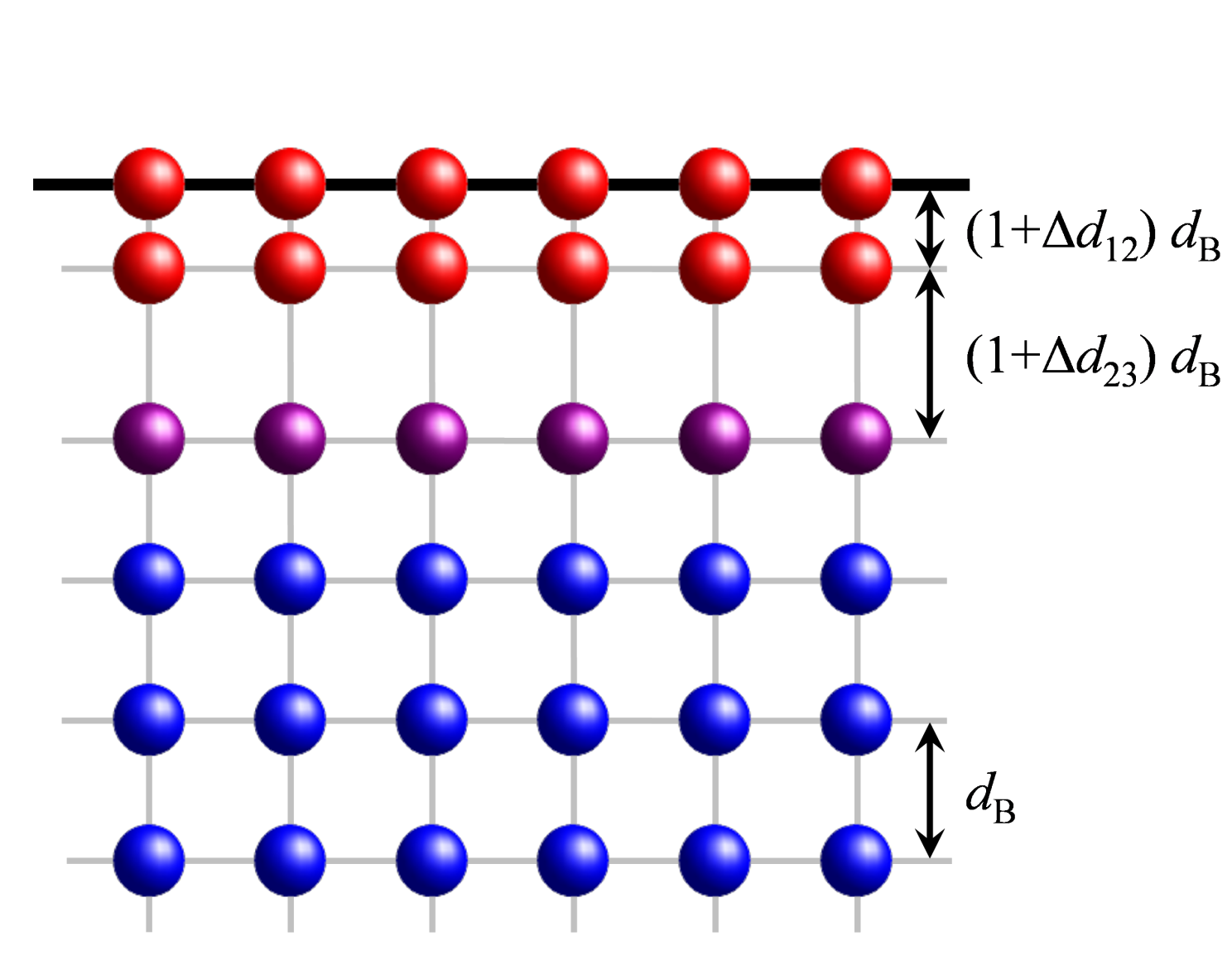
Oberflächenrelaxation: Der Abstand der obersten Atomschichten (rot) ist verändert im Vergleich zum Abstand im Inneren des Festkörpers (blau); der Effekt ist stark übertrieben dargestellt.

Als Oberflächenrelaxation bezeichnet man die Veränderung des Atomabstands an oder nahe der Oberfläche eines Festkörpers im Vergleich zur regelmäßigen Gitteranordnung innerhalb des Festkörpers.
Die Oberflächenrelaxation kann durch die relative Änderung {\displaystyle \Delta d_{ij}} des Abstands der Atomschichten {\displaystyle i} und {\displaystyle j} angegeben werden, bezogen auf den Schichtabstand {\displaystyle d_{\text{B}}} im Inneren des Festkörpers (der Index „B“ steht für englisch bulk, also den Hauptanteil):
{\displaystyle \Delta d_{ij}={\frac {d_{ij}-d_{\text{B}}}{d_{\text{B}}}}}
Häufig ist dabei der Abstand {\displaystyle d_{12}} zwischen den ersten beiden Atomschichten des Festkörpers reduziert (typische Werte für Metalle, bei denen dieser Effekt besonders deutlich ausgeprägt ist: {\displaystyle \Delta d_{12}} zwischen 0 und −15 %), da auf die Atome an der Oberfläche anziehende Kräfte ins Innere wirken, ähnlich wie bei der Oberflächenspannung einer Flüssigkeit. Der Abstand {\displaystyle d_{23}} zwischen der zweiten und dritten Schicht ist dagegen in vielen Fällen vergrößert (typische Werte für Metalle: {\displaystyle \Delta d_{23}} zwischen 0 und +5 %). Statt einer Verringerung kann bei manchen Materialien auch eine Vergrößerung des Abstands der ersten beiden Atomschichten auftreten.
Durch die Oberflächenrelaxation alleine wird die Symmetrie und Anordnung innerhalb der Oberfläche nicht geändert. Eine zusätzliche Änderung der Gitteranordnung in der Oberfläche wird als Oberflächenrekonstruktion bezeichnet.